# Codonopsis convolvulacea
Codonopsis convolvulacea là loài thực vật có hoa trong họ Hoa chuông. Loài này được Kurz mô tả khoa học đầu tiên năm 1878.